# Rostisław Chugajew
Rostisław Jerastowicz Chugajew (ros. Ростислав Ерастович Хугаев, ur. 17 grudnia 1951 w Mirtgadżyn) – osetyjski polityk i przedsiębiorca, premier Osetii Południowej od 26 kwietnia 2012 do 20 stycznia 2014. 

## Życiorys
Rostisław Chugajew urodził się w 1951 w Mirtgadżyn w ówczesnym Południowoosetyjskim Obwodzie Autonomicznym. W 1979 ukończył budownictwo cywilne i przemysłowe w Instytucie Inżynierii w Kujbyszewie. W latach 1970–1987 pracował jako brygadzista w państwowym przedsiębiorstwie budowlanym "Kujbyszewriemstroj". W 1987 został inżynierem w przedsiębiorstwie "Kujbyszewawtodor". W 1991 rozpoczął pracę w sektorze prywatnym. W 1997 objął stanowisko dyrektora spółki "Amond". 
26 kwietnia 2012 prezydent Leonid Tibiłow, kilka dni po objęciu urzędu zdymisjonował urzędującego Wadima Browcewa i mianował go pełniącym obowiązki premiera Osetii Południowej. 15 maja 2012 został zatwierdzony na stanowisku przez parlament.